# Dimitri Bissiki
Dimitri Magnoléké Bissiki (17 marzo 1991) è un calciatore congolese (Repubblica del Congo), difensore dei Léopards.

## Carriera

### Nazionale
Ha esordito in Nazionale nel 2012.